# Zion (Savant)
Zion è il dodicesimo album del disc jockey, produttore discografico, musicista e cantante norvegese Aleksander Vinter, il decimo sotto lo pseudonimo di Savant. È stato pubblicato il 13 dicembre 2014.

## Tracce
1. Anunnaki – 2:19
2. Arrival – 6:25
3. Apocalypse – 7:21
4. Crusade – 5:54
5. Desert Eagle – 3:50
6. Castle of Gods – 4:26
7. Nazareth – 4:37
8. Princess of Zion – 5:33
9. Outcasts – 4:17
10. Shazam – 4:20
11. Spider – 4:13
12. Royality – 5:09
13. Mecca – 5:51
14. Meshugga – 8:15
15. Sons of Babel – 3:03
16. Zion – 5:11